# Mestre mandou

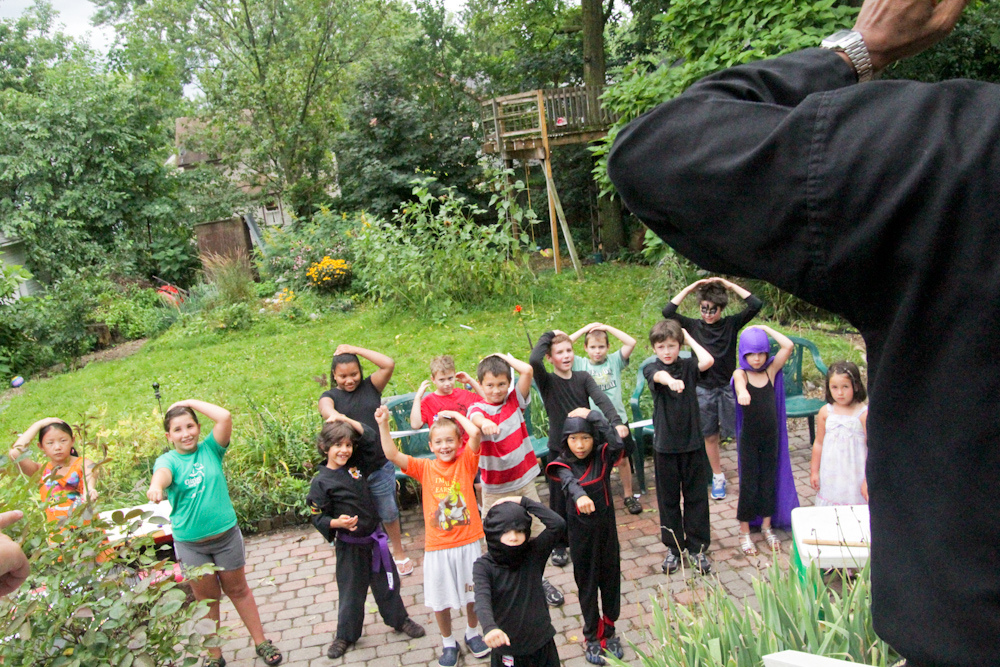
Crianças brincando de "Mestre mandou", com o Mestre (o controlador) em primeiro plano.

Mestre mandou (ou O Rei manda, em Portugal) é um jogo infantil para três ou mais jogadores. Um jogador assume o papel de "Mestre" e emite instruções (geralmente ações físicas como "pule no ar" ou "ponha a língua para fora") para os outros jogadores, que devem ser seguidas somente quando precedidas da frase "Mestre mandou". Os jogadores são eliminados do jogo seguindo as instruções que não são imediatamente precedidas pela frase ou deixando de seguir uma instrução que inclui a frase "Mestre mandou". É a capacidade de distinguir entre comandos genuínos e falsos, em vez de habilidades físicas, que geralmente importa no jogo; na maioria dos casos, a ação só precisa ser tentada.
O objetivo do jogador que atua como Mestre é fazer com que todos os outros jogadores saiam o mais rápido possível; o vencedor do jogo é geralmente o último jogador que seguiu com sucesso todos os comandos fornecidos. Ocasionalmente, no entanto, dois ou mais dos últimos jogadores podem ser eliminados ao mesmo tempo, resultando em Mestre ganhando o jogo.
O jogo está bem incorporado à cultura popular, com inúmeras referências em filmes, música e literatura.

## Jogo
Um comando que começa com "Mestre mandou" significa que os jogadores devem obedecer a esse comando. Um comando sem o começo "Mestre mandou" significa não executar esta ação. Quem quebrar uma dessas duas regras é eliminado do restante do jogo. Muitas vezes, quem fala também é eliminado.
Pode haver cadeias de comando muito complexas e difíceis, como "Mestre mandou: Braços para cima. Mestre mandou: Braços para baixo. Braços para cima". Qualquer pessoa que termina com os braços levantados é eliminada, porque um comando que não começa com "Mestre mandou" não pode ser obedecido.
É usada uma variação nas frases de instruções. "Mestre mandou" é dito uma vez no início de uma série de instruções, e uma ação junto com a frase "faça isso" deve ser obedecida, enquanto uma ação com a frase "faça isso" não deve ser obedecida. Obedecer a um comando "faça isso" ou não obedecer a um comando "faça isso" eliminará um jogador.
É considerado trapaça dar comandos impossíveis ("Mestre mandou, levante as duas pernas e mantenha-as lá!") Ou fraseie os comandos de tal maneira que o outro jogador não tenha outra opção senão 'sair' ("Mestre mandou, pule para cima. Desça."). No entanto, pelo menos em algumas versões, é permitido que Mestre elimine os jogadores pedindo que eles façam algo aparentemente não relacionado ao jogo (exemplo: "Qualquer um que se juntar a mim aqui em cima").